# Staatssymbole Italiens
Die Staatssymbole Italiens sollen die Italienische Republik symbolisieren. Zu ihnen zählen:
- die Trikolore der Flagge Italiens mit den Farben grün, weiß und rot
- das Staatswappen, bestehend aus der Stella d’Italia, dahinter einem Zahnrad, umgeben von Eichen- und Olivenzweigen sowie dem roten Wappenspruch REPVBBLICA ITALIANA
- die Nationalhymne Il Canto degli Italiani („Fratelli d’Italia“)
- die Standarte des Staatspräsidenten
- das Nationaldenkmal Monumento a Vittorio Emanuele II in Rom

Flagge Italiens
Wappen Italiens
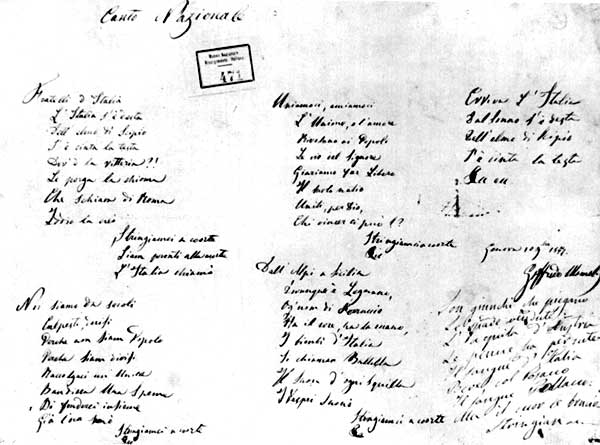
Textblatt der Nationalhymne
Standarte des Staatspräsidenten
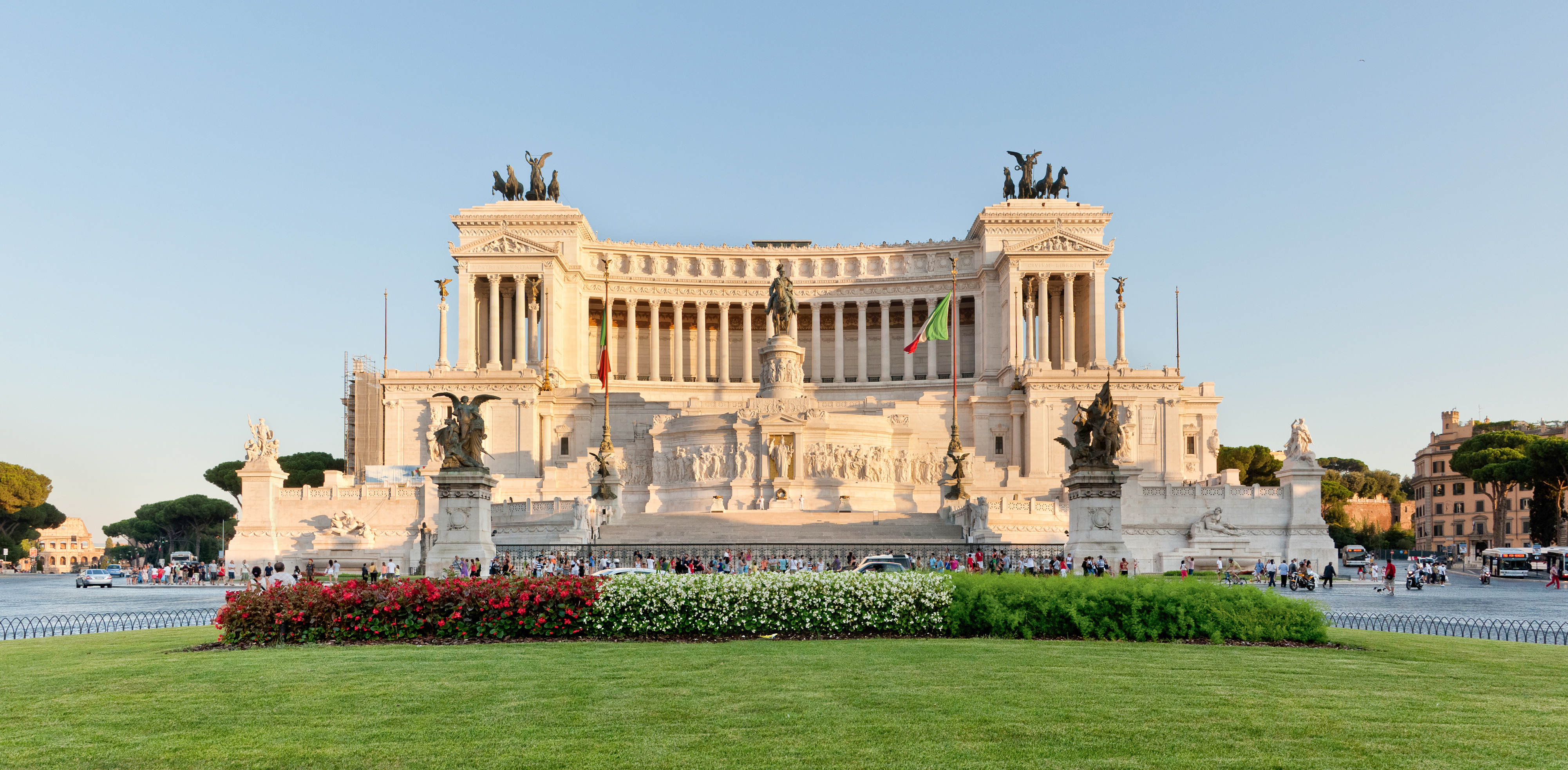
Monumento a Vittorio Emanuele II

Ferner werden folgende Gegenstände und Zeichen als Symbol Italiens im Ausland und von Italienern selbst in Verbindung gebracht:
- die Nationalfarbe Savoyenblau
- die Stella d’Italia, ein fünfzackiger Stern
- der Nationalfeiertag Festa della Repubblica
- die Kunstflugstaffel der italienischen Luftwaffe Frecce Tricolori

Stella d'Italia
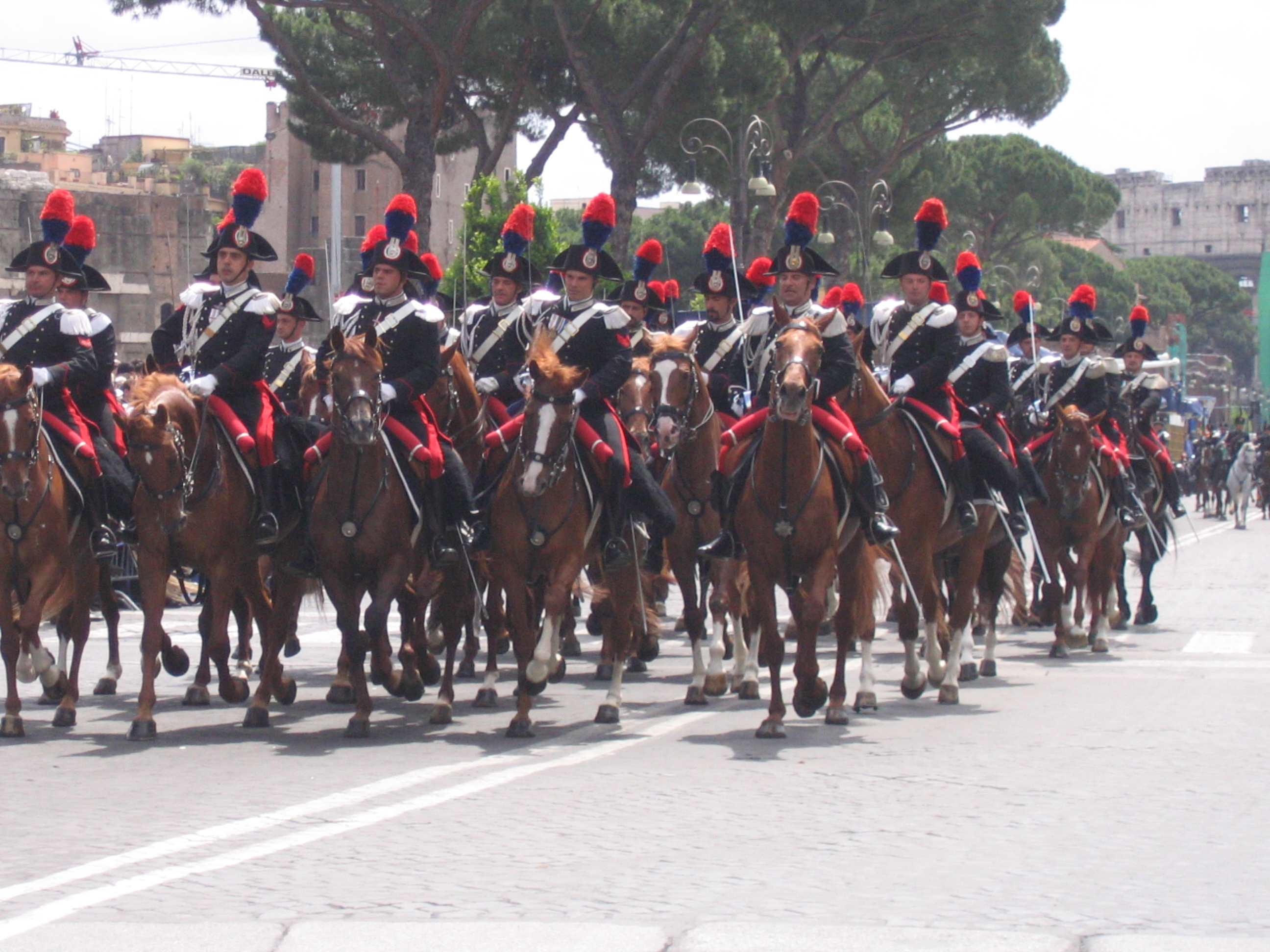
Festa della Repubblica
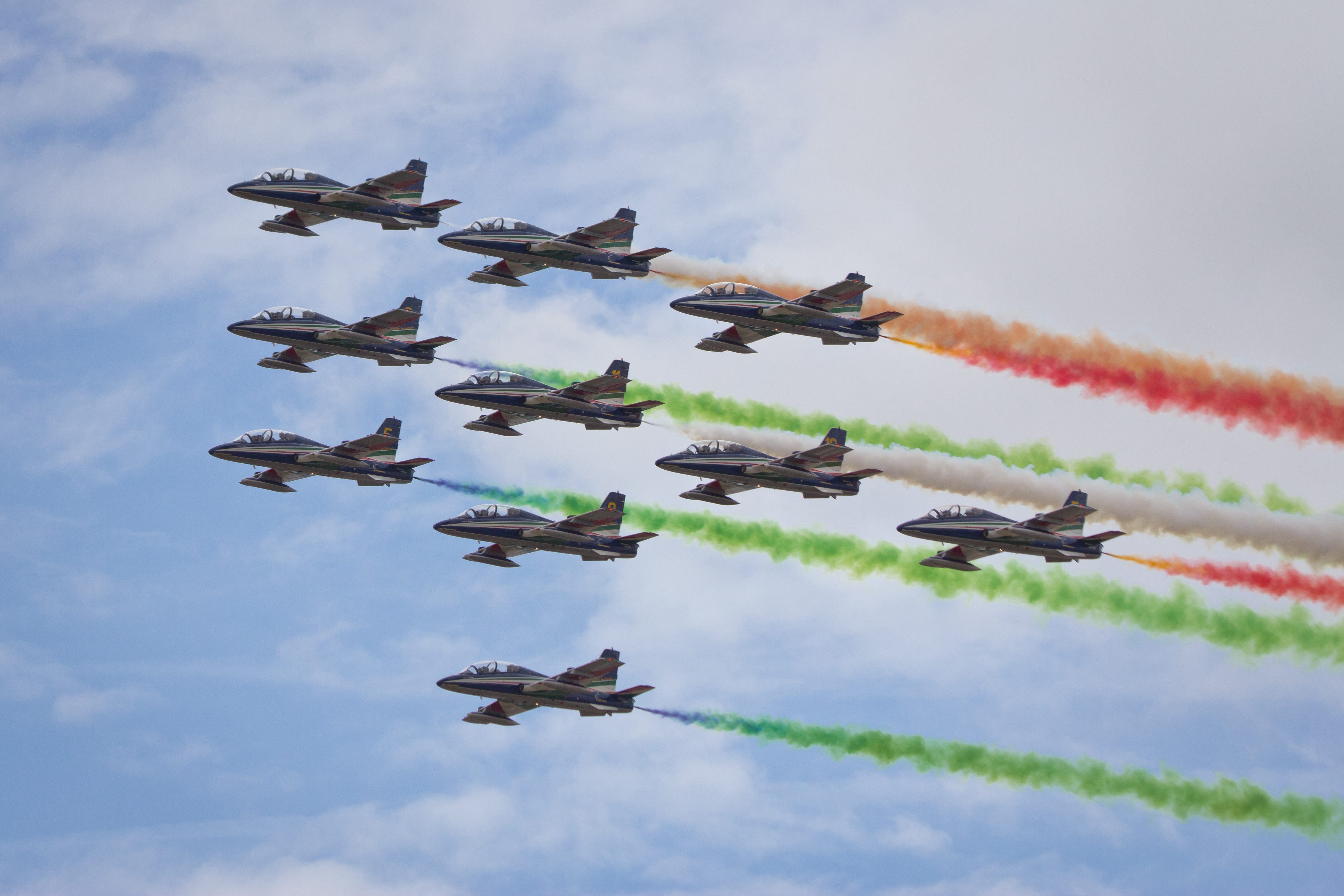
Frecce Tricolori